# Rừng lá rộng khô cận nhiệt đới và nhiệt đới

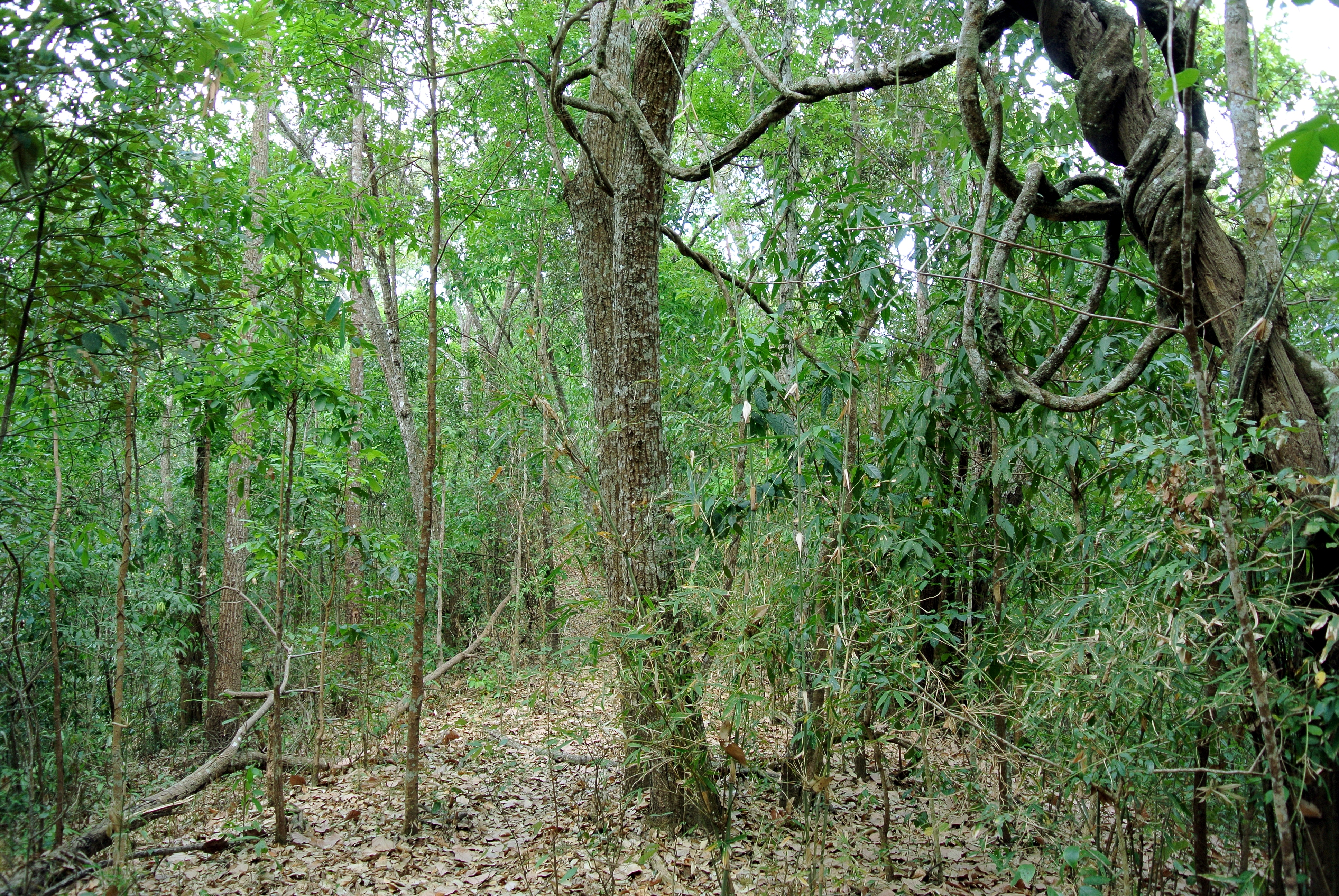
Rừng bán xanh theo mùa cận nhiệt đới tại công viên quốc gia Doi Inthanon, miền Bắc Thái Lan, vào cuối mùa khô.

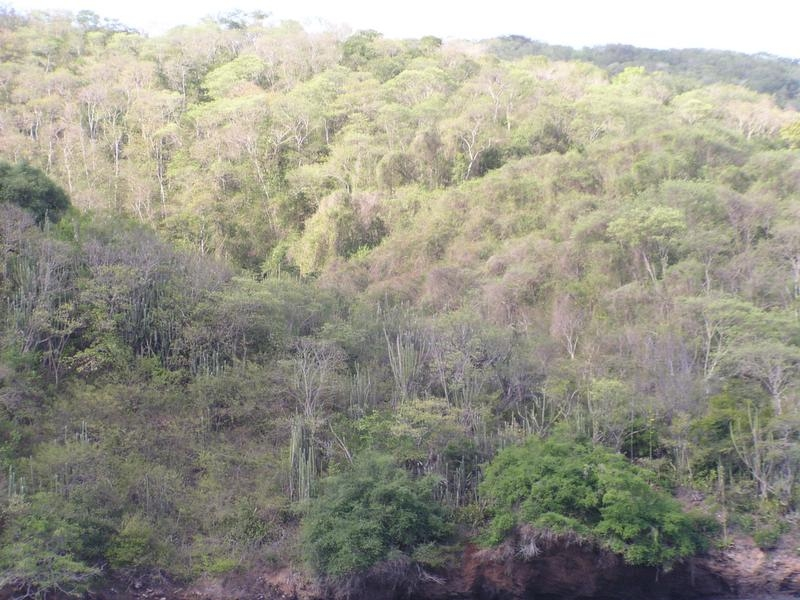
rừng khô Trinidad và Tobago tại Chacachacare cho thấy thảm thực vật rụng lá mùa khô

Quần xã sinh vật rừng lá rộng khô cận nhiệt đới và nhiệt đới, còn gọi là rừng khô nhiệt đới, bụi cây leo và cây bụi dây leo nằm tại nơi vĩ độ nhiệt đới và cận nhiệt đới. Mặc dù rừng phát triển tại vùng khí hậu ấm áp quanh năm, và có thể tiếp nhận vài trăm cm lượng mưa hằng năm, rừng phải trải qua mùa khô kéo dài đến vài tháng và thay đổi theo vị trí địa lý. Những mùa hạn hán ảnh hưởng lớn đến tất cả sinh vật sống trong rừng.
Cây rụng lá chiếm ưu thế hầu hết các khu rừng, và xuyên suốt đợt hạn hán diễn ra thời kỳ rụng lá, thay đổi theo kiểu loài. Bởi vì cây thoát hơi nước thông qua lá, sự rụng lá cho phép cây như tếch và hoa ban trắng tiết kiệm nước vào mùa khô. Cây trần mới mở ra lớp tán rừng, cho phép ánh sáng mặt trời chiếu xuống mức độ mặt đất và tạo điều kiện cho sự phát triển của bụi rậm dày. Cây xanh tại vị trí ẩm và những cây liên kết đến nguồn nước ngầm có xu hướng xanh quanh năm. Vị trí cằn cỗi cũng có xu hướng hỗ trợ thực vật thường xanh. Ba vùng rừng sinh thái lá rộng khô nhiệt đới, rừng thường xanh khô đông Deccan, rừng thường xanh khô khu vực khô Sri Lanka và rừng thường xanh khô đông nam Đông Dương, đặc trưng bởi cây thường xanh.
Mặc dù ít đa dạng sinh học hơn rừng mưa, rừng khô nhiệt đới là nơi trú ngụ của nhiều loại động vật hoang dã bao gồm khỉ, hươu, mèo lớn, vẹt, gặm nhấm khác nhau, và chim trú ngụ mặt đất. Sinh khối động vật có vú có xu hướng cao hơn ở rừng khô hơn ở rừng mưa, đặc biệt tại rừng khô châu Á và châu Phi. Nhiều trong số các loài phô bày sự thích nghi đặc biệt với khí hậu khắc nghiệt. Quần xã sinh vật này được luân phiên gọi là quần xã rừng nhiệt đới khắc nghiệt hoặc quần xã rừng rụng lá nhiệt đới và cận nhiệt đới. Tại một số nơi, rừng còn được gọi là rừng gió mùa và có xu hướng sáp nhập vào xavan.